# 鄭文奎
鄭文奎（1422年—？），字永章，潮州府潮阳县人，明朝政治人物、进士出身。

## 生平
廣東鄉試第二十六名。景泰五年，登进士，任監察御史，官至重慶府知府。